# パヤ島

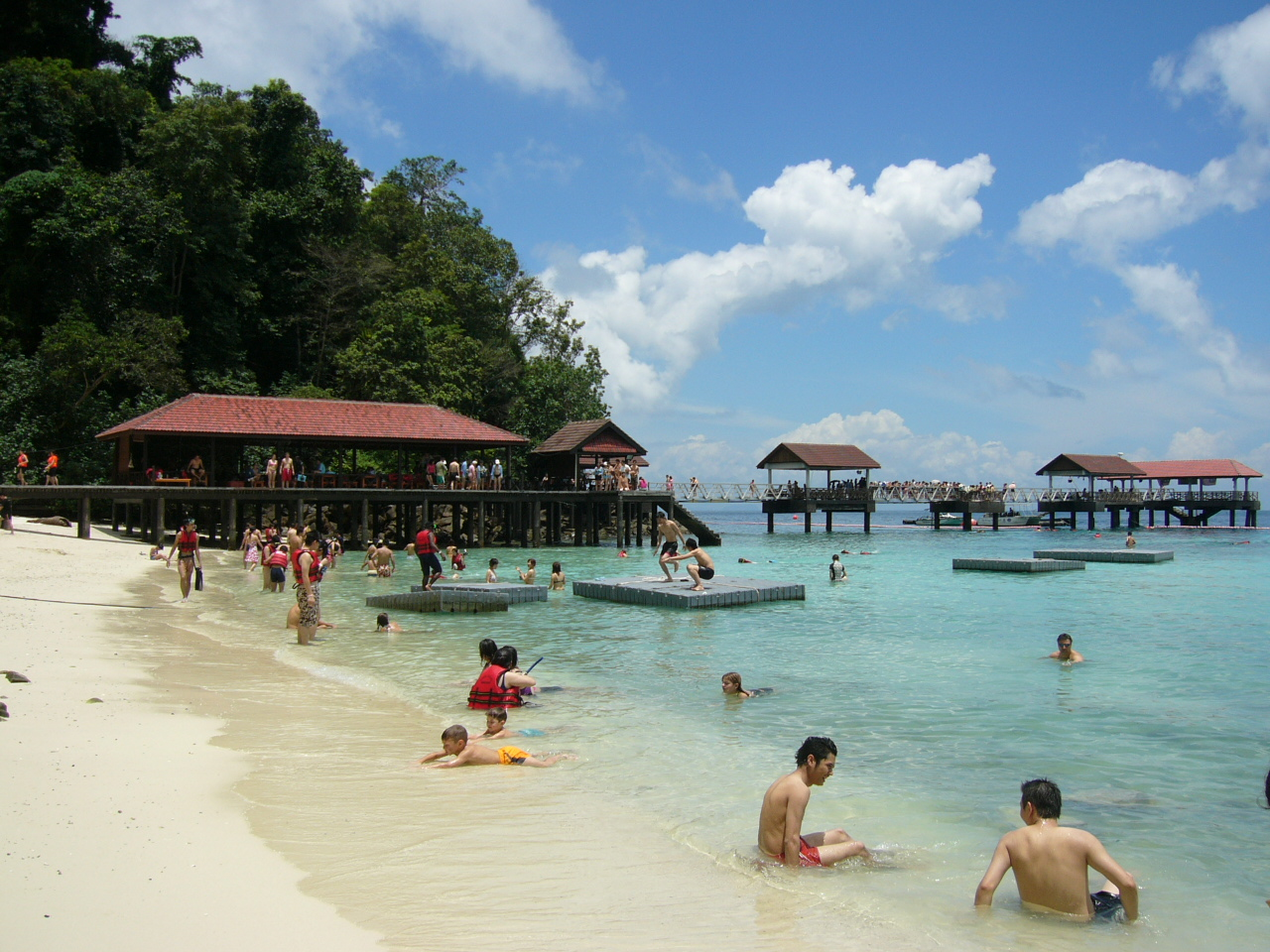
パヤ島

パヤ島（マレー語: Pulau Payar）とは、マレーシア北西部のアンダマン海にある島。ケダ州に属する。パヤ島、レンプ島、カチャ島、セガンタン島をまとめてパヤ群島を構成するが、日本では「パヤ島」と呼ぶのが一般的。

## 概要
1985年、マレーシア西海岸では初めて海洋公園に指定される。ランカウイ島、ペナン島からのダイビングやシュノーケリングツアーの観光客で賑わう。
マレーシア西海岸は地質上、海の透明度がそれほど高くないのだが、この島の近辺は透明度が高い。
オプショナルツアーなどで行く場合、上陸せず沖合に設けられた浮き船（ポンツーン）に上陸するツアーも多い。
砂浜は白いが遠浅ではなく、すぐに水深が深くなる。もっとも、マレーシアでは海で遊ぶ際には、ライフジャケット着用が法律で義務づけられている。

## 交通
- 空港はなく、ランカウイ島、ペナン島からの船便。高速船でランカウイから1時間、ペナンからは1時間45分。